# ايرونكا كيه
ايرونكا كيه (بالإنجليزية: Aeronca K)‏ هي طائرة خفيفة، طائرة أحادية السطح وعالية الأجنحة وذات مقعدين. أنتجت في الولايات المتحدة. من صناعة ايرونكا. دخلت الخدمة في 1937، صنع منها 357 طائرة.